# Elizabeth Thompson
Elizabeth Southerden Thompson, conhecida também como lady Butler, foi uma pintora britânica especializada em pintar cenas de campanhas e batalhas militares britânicas, incluindo a Guerra da Crimeia e as Guerras Napoleônicas. Seus trabalhos notáveis incluem The Roll Call (comprado pela Rainha Vitória), The Defence of Rorke's Drift e Scotland Forever (mostrando os Scots Greys em Waterloo). Ela escreveu sobre suas pinturas militares em uma autobiografia publicada em 1922: "Eu nunca pintei para a glória da guerra, mas para retratar seu pathos e heroísmo."
Ela se casou com o oficial do Exército Britânico William Butler, tornando-se Lady Butler depois que ele foi nomeado cavaleiro.